# إريك هوبنر
إريك هوبنر (14 سبتمبر 1886 - 8 أغسطس 1944) جنرالًا ألمانيًا خلال الحرب العالمية الثانية. من المؤيدين الأوائل للمكننة والحرب المدرعة.
قاد هوبنر مجموعة بانزر الرابعة على الجبهة الشرقية أثناء عملية بارباروسا، غزو الاتحاد السوفيتي في عام 1941. تعاونت الوحدات تحت قيادته عن كثب مع أينزاتسغروبن ونفذت أمر المفوض الذي أصدر أوامره لقوات الفيرماخت بإعدام المفوضين السياسيين في الجيش الأحمر فور إلقاء القبض عليهم. تصدرت مجموعة بانزر في هوبير، إلى جانب مجموعة بانزر الثالثة، التقدم إلى موسكو في عملية تايفون، وهي المحاولة الفاشلة للاستيلاء على العاصمة السوفيتية.
بعد استبعاده من الفيرماخت بعد فشل حملة عام 1941، استعاد هوبنر حقوق معاشه من خلال دعوى قضائية. وقد تورط في مؤامرة 20 يوليو الفاشلة ضد أدولف هتلر وأعدم في عام 1944.

## الجوائز
- وسام الفارس الصليبي الحديدي في 27 أكتوبر 1939 كجنرال لسلاح الفرسان وقائد السادس عشر. أرمي كوربس [2]

## اقتباسات
1. 1 2  Brockhaus Enzyklopädie | Erich Hoepner (بالألمانية), OL:19088695W, QID:Q237227
2. ↑  Fellgiebel 2000.

## روابط خارجية
- إريك هوبنر على موقع مونزينجر (الألمانية)